# 中村誠 (グラフィックデザイナー)
中村 誠（なかむら まこと、1926年5月9日 - 2013年6月2日）は、日本のグラフィックデザイナー。千葉工業大学教授。資生堂宣伝部のアートディレクターとして活躍した

## 来歴
岩手県盛岡市肴町出身。実家は「中村ゴム店」。
盛岡商業学校（現・岩手県立盛岡商業高等学校）在学中に戦争が始まり、短い人生になるかもしれないから好きなデザインを学びたいと、東京美術学校（現・東京芸術大学）デザイン科に進学し、1948年に卒業。子供の頃から資生堂の広告やPR誌『花椿』、山名文夫に憧れ、在学中から同社宣伝部でアルバイトしていた。山名の没後は、作品集の編・刊行に関わった。
1949年に資生堂宣伝部に入社し、アートディレクターとして活躍した。
1969年 資生堂宣伝部制作室長、1977年 宣伝部長兼制作室長、1979年 役員待遇宣伝部長、1987〜2000年 資生堂顧問のほか、国際グラフィック連盟(AGI)会員、東京ADC委員、JAGDA理事を務めた。

### 宣伝担当
1963年に資生堂海外向け企業ポスター（写真・横須賀功光）で日宣美会員賞受賞。1966年には、前田美波里を起用し、日本企業初のハワイロケで撮った「ビューティケイク」のキャンペーンポスター（写真・横須賀功光、デザイン・石岡瑛子）が評判となり、海外旅行ブームという社会現象まで巻き起こし、山口小夜子を起用した一連のポスターでは、大胆なトリミングで日本の美を表現し話題となった。
1972年のグラフィックトライアル作品「江戸小紋と北斎」 など広告以外の作品も手掛けた。1976年にはネイルアートのポスター（写真・横須賀功光）でワルシャワ国際ポスタービエンナーレ金賞を受賞した。

### 退社後
資生堂定年退職後はフリーのグラフィックデザイナーとなり、1995年に開催された「写楽生誕200年祭」のポスターや、2001年JAGDAポスター展でグランプリを獲得するなど活躍した。
1993年に紫綬褒章を受章。ADC賞などの広告賞も多数受賞した。長男中村成一はカメラマン。

## 著書・作品集
- 「中村誠の仕事」（講談社）
- 「江戸小紋と北斎」
- 「モナリザ百微笑」（ウナック・トウキョウ）